# Järn och blod

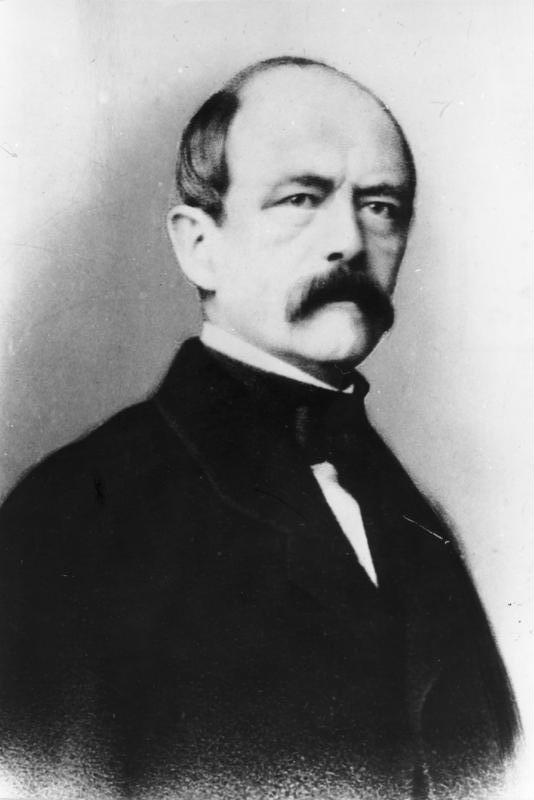
Otto von Bismarck, 1862.

Järn och blod (tyska: Eisen und Blut), ett ofta citerat politiskt ordstäv ur Otto von Bismarcks anförande i preussiska lantdagens representanthus budgetutskott den 30 september 1862, då han bland annat yttrade:
| ” | Nicht durch Reden und Mehrheitsbeschlüsse werden die großen Fragen der Zeit entschieden - das ist der Fehler von 1848 und 1849 gewesen -, sondern durch Eisen und Blut. | „ |

Översättning: "Tidens stora frågor avgörs inte genom tal och majoritetsbeslut – det var misstaget 1848 och 1849 – utan genom järn och blod."